# Aphaninae
Sous-famille
Les Aphaninae sont un ancien taxon aujourd'hui inusité, désignant une sous-famille d'insectes du sous-ordre des hétéroptères (punaises), de la famille des Lygaeidae. Cette appellation est désuète.

## Systématique
La sous-famille des Aphaninae avait été créée en 1894 par l'entomologiste français Lucien François Lethierry (d) (1830-1894) et l'entomologiste belge Guillaume Severin (d) (1862-1938), initialement comme une sous-famille mais sous un nom normalisé comme celui d'une famille, « Aphaninae ». Son rattachement à la famille des Lygaeidae a été fait par Georg Statz (d) et Eduard Wagner en 1950.
Cette dénomination n'a pas été retenue par la communauté scientifique. Elle peut être considérée comme un synonyme de Rhyparochrominae, dans la famille des Rhyparochromidae (Lygaeoidea). Le genre Aphanus, dont « Aphaninae » était tiré, est classé dans la tribu des Gonianotini. Les autres tribus mentionnées, Lethaeini et Rhyparochromini sont classées dans les Rhyparochrominae. Le nom de tribu « Aphanini » est également abandonné.
Le genre fossile †Praenotochilus, initialement placé dans les « Aphaninae » est aujourd'hui considéré par le site The Paleobiology Database comme appartenant aux Rhyparochrominae.

### Liste des tribus et genres
Selon Paleobiology Database (29 avril 2021), classification ne correspondant pas à celle d'autres sites (ITIS, BioLib) :
- tribu des Aphanini
  - genre Raglius Stal, 1872 (aujourd'hui dans les Rhyparochromini)
- tribu des Lethaeini
  - genre Drymus Fieber, 1861 (aujourd'hui dans les Drymini)
- genre †Praenotochilus Theobald, 1937
- tribu des Rhyparochromini Amyot & Audinet-Serville, 1843